# Армяне в Австралии
Армяне в Австралии (англ. Armenian Australians, арм. Հայերն Ավստրալիայում) — австралийцы армянского происхождения. Они являются одной из ключевых армянских диаспор во всем мире и одной из крупнейших в англоязычном мире.
В то время как армянская община в Австралии появилась по сравнению с другими армянскими диаспорами относительно недавно, экономическое процветание Австралии за последнее десятилетие привлекло много квалифицированных армянских мигрантов. Официальные отношения между Австралией и Арменией начались 26 декабря 1991 года, а дипломатические отношения были установлены 15 января 1992 года.

## Обзор
Приток представителей армянской диаспоры в Австралию произошел из разных стран; к этим странам относятся Армения, Египет, Иран, Ливан, Сирия, Иордания, Израиль, Турция, Эфиопия и Индия.
Сегодня австрало-армянская община включает в себя выходцев из более чем 43 стран мира. Основная концентрация армян в Сиднее сосредоточена в Райд-сити (12 000-15 000), за ним следуют города Уиллоуби и Уорринга. Меньшие сообщества существуют в Аделаиде, Брисбене и Перте.
Австралийцы армянского происхождения известны своими успехами в банковском деле, финансах, юриспруденции и бизнесе.

## Организации
В стране действуют все традиционные партии армянской диаспоры:
- Социал-демократическая партия «Гнчак»[5]
- Армянская Демократическая Либеральная Партия
- Армянская Революционная Федерация

Существует также множество иных политических организаций, таких как:
- Армянская федерация молодежи Австралии[6]
- Армянский национальный комитет Австралии[7]

Другие действующие социальные и культурные организации австрало-армянской общины:
- Армянский всеобщий благотворительный союз
- Хамазкайинский региональный комитет с разбивкой на подразделения/комитеты[8][9]
- SBS Армянское Радио[10]
- Армянская торговая палата в Австралии[11]
- Оменетмен Австралия[12]
- Хе Хоки[13]

### Культурные центры
В Сиднее есть несколько основных культурных центров, в которых собираются армяне, один из которых расположен в Уиллоуби, Новый Южный Уэльс, названный Армянским культурным центром, а другой расположен в Бонниригге, Новый Южный Уэльс, названный Армянским культурным паноянским центром, и небольшие культурные центры в Нейтрал-бэй, Райд-сити, Френчс Форест (Араратский заповедник) и Нарембурне, Сидней. В Мельбурне также есть несколько культурных центров.

## Образование
Армянский является принятым языком в HSC Нового Южного Уэльса. Этот курс, также известный как «Армянские продолжатели», преподается в субботних школах или как предмет в армянских школах полного дня.
Армянское школьное образование стало сильнее во всей австралийской общине: в Сиднее работают две школы полного дня:
- Колледж Галстаун[8]
- Начальная школа Александра при AGBU[15]

Наряду с этим работает ряд субботних школ, перечисленных ниже:
- Тооманская армянская субботняя школа[9]
- Субботняя школа Алекса Манугяна при AGBU[16]
- Армянская субботняя школа Таркманчатч
- Армянская субботняя школа имени Серопа Папазяна
- Армянская католическая школа Лойса

## Религия
Самой старой и крупнейшей армянской церковью в Австралии и во всем мире является Армянская апостольская церковь, которую в Австралии возглавляет архиепископ Айгазун Наджарян, который является предстоятелем Армянских апостольских церквей Австралии и Новой Зеландии и который заменил архиепископа Агана Балиозяна. Армянскую католическую общину возглавляет Отец Парсег (Василий) Сусанян. Существует также Армянская евангелистская церковь в Сиднее и Мельбурне в дополнение к церкви Армянского братства Святой Троицы и Армянской евангелической братской церкви в Сиднее.
- Армянская апостольская церковь в Чатсвуде, Новый Южный Уэльс[18].
- Армянская апостольская церковь Святой Троицы в Вентвортвилле, Новый Южный Уэльс.
- Армянская католическая церковь в Лидкомбе, Новый Южный Уэльс[19].
- Армянская евангелическая церковь в Уиллоуби, Новый Южный Уэльс.
- Церковь Святой Троицы Армянского Братства в Райде, Новый Южный Уэльс[20].
- Армянская евангелическая братская церковь в Нортбридже, Новый Южный Уэльс[21].